# 駐日アメリカ合衆国大使
駐日本国アメリカ合衆国大使（ちゅうにほんこくアメリカがっしゅうこくたいし）とは、日本に駐在するアメリカ合衆国連邦政府が派遣した特命全権大使。在日本アメリカ合衆国大使（ざいにほんアメリカがっしゅうこくたいし）、駐日米大使（ちゅうにちべいたいし）ともいう。

## 概要

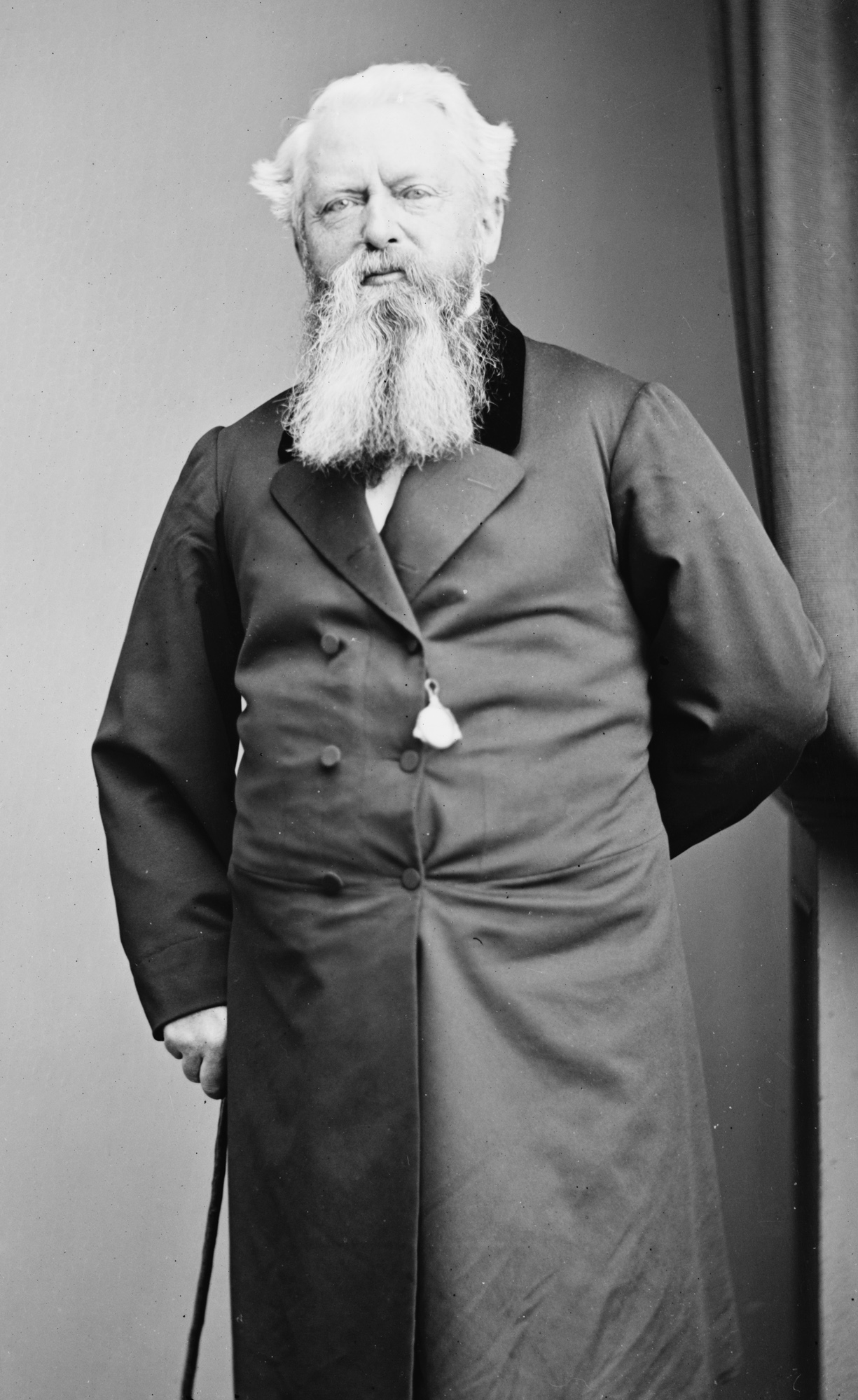
初代駐日米国総領事 タウンゼント・ハリス

日本とアメリカ合衆国は、1853年（嘉永6年）に東インド艦隊司令長官のマシュー・ペリー（アメリカ海軍准将）提督が第13代アメリカ合衆国大統領のミラード・フィルモアの親書を携えて来日し、翌1854年（嘉永7年）に江戸幕府とアメリカ合衆国連邦政府と日米和親条約を締結して以来、外交関係を維持している。同条約の11条に基づいて、1856年（安政3年）にアメリカ合衆国連邦政府は外交官のタウンゼント・ハリスを総領事として伊豆・下田に派遣した。1858年（安政5年）には日米修好通商条約を締結し、翌1859年（安政6年）にアメリカ合衆国連邦政府はハリスを弁理公使とした。
1941年（昭和16年）12月8日（現地時間：12月7日）に日本が真珠湾攻撃を行ってアメリカ合衆国に宣戦布告したため、太平洋戦争（大東亜戦争）開戦により日米両国間の国交は断絶。同日ジョセフ・グルーは駐日米大使を退任した。このときから、日本の降伏・終戦と連合国軍最高司令官総司令部（アメリカ合衆国軍）による日本国占領を経て、1952年（昭和27年）4月28日にサンフランシスコ講和条約が発効するまでの約10年間は、日米両国間に通常の国交が断絶していた。
現在、アメリカ合衆国は東京都に駐日アメリカ合衆国大使館を設置しており、駐日米大使は同大使館で執務する。また、大阪市、名古屋市、札幌市、福岡市、那覇市（ただし、実際の所在地は那覇北郊の浦添市）には領事館を設置している。
- 東京都港区のアメリカ大使館

## 歴代大使・公使
| 代                                                                                 | 氏名                                  | 階級         | 任命                                | 在任期間                              | 在任期間                            |
| 代                                                                                 | 氏名                                  | 階級         | 任命                                | 信任状捧呈                            | 退任                                |
| ---------------------------------------------------------------------------------- | ------------------------------------- | ------------ | ----------------------------------- | ------------------------------------- | ----------------------------------- |
| 1                                                                                  | タウンゼント・ハリス                  | 弁理公使     | 1859年1月19日 （安政05年12月16日）  | 1859年11月05日 （安政06年10月11日）   | 1862年04月26日 （文久02年03月28日） |
| 2                                                                                  | ロバート・H・プリュイン               | 弁理公使     | 1861年10月12日 （文久元年09月09日） | 1862年05月17日 （文久02年04月19日）   | 1865年04月28日 （元治02年04月04日） |
| 3                                                                                  | ロバート・B・ファン・ファルケンブルグ | 弁理公使     | 1866年1月18日 （慶応元年12月02日）  | 1867年05月04日 （慶応03年04月01日）   | 1869年11月11日 （明治02年10月08日） |
| 4                                                                                  | チャールズ・デロング                  | 弁理公使     | 1869年04月21日 （明治02年03月10日） | 1869年011月11日 （明治02年010月08日） | 特命全権公使に昇格                  |
| 4                                                                                  | チャールズ・デロング                  | 特命全権公使 | 1870年07月14日 （明治03年06月16日） | 1872年06月09日 （明治05年05月04日）   | 1873年（明治06年）10月07日          |
| 5                                                                                  | ジョン・ビンガム                      | 特命全権公使 | 1873年（明治06年）05月31日          | 1873年（明治06年）10月07日            | 1885年（明治18年）07月02日          |
| 6                                                                                  | リチャード・B・ハバード               | 特命全権公使 | 1885年（明治18年）04月02日          | 1885年（明治18年）07月02日            | 1889年（明治22年）05月15日          |
| 7                                                                                  | ジョン・F・スウィフト                 | 特命全権公使 | 1889年（明治22年）03月12日          | 1889年（明治22年）05月15日            | 1891年（明治24年）03月10日          |
| 8                                                                                  | フランク・クームズ                    | 特命全権公使 | 1892年（明治25年）04月20日          | 1892年（明治25年）06月13日            | 1893年（明治26年）07月14日          |
| 9                                                                                  | エドウィン・ダン                      | 特命全権公使 | 1893年（明治26年）04月04日          | 1893年（明治26年）07月14日            | 1897年（明治30年）07月02日          |
| 10                                                                                 | アルフレッド・バック                  | 特命全権公使 | 1897年（明治30年）04月13日          | 1898年（明治31年）07月03日            | 1902年（明治35年）12月04日          |
| 11                                                                                 | ロイド・グリスカム                    | 特命全権公使 | 1902年（明治35年）12月16日          | 1903年（明治36年）06月22日            | 1905年（明治38年）11月19日          |
| 1                                                                                  | ルーク・ライト                        | 特命全権大使 | 1906年（明治39年）01月25日          | 1906年（明治39年）05月26日            | 1907年（明治40年）08月13日          |
| 2                                                                                  | トーマス・オブライエン                | 特命全権大使 | 1907年（明治40年）06月11日          | 1907年（明治40年）10月15日            | 1911年（明治44年）08月31日          |
| 3                                                                                  | チャールズ・ブライアン                | 特命全権大使 | 1911年（明治44年）08月12日          | 1911年（明治44年）11月22日            | 1912年（大正元年）10月01日          |
| 4                                                                                  | ラーズ・アンダーソン                  | 特命全権大使 | 1912年（大正元年）11月14日          | 1913年（大正02年）02月01日            | 1913年（大正02年）03月15日          |
| 5                                                                                  | ジョージ・W・ガスリー                 | 特命全権大使 | 1913年（大正02年）05月20日          | 1913年（大正02年）08月07日            | 1917年（大正06年）03月08日          |
| 6                                                                                  | ローランド・モリス                    | 特命全権大使 | 1917年（大正06年）08月01日          | 1917年（大正06年）10月30日            | 1920年（大正09年）05月15日          |
| 7                                                                                  | チャールズ・ウォレン                  | 特命全権大使 | 1921年（大正10年）06月29日          | 1921年（大正10年）09月24日            | 1922年（大正11年）01月28日          |
| 8                                                                                  | サイラス・ウッズ                      | 特命全権大使 | 1923年（大正12年）03月03日          | 1923年（大正12年）07月21日            | 1924年（大正13年）06月05日          |
| 9                                                                                  | エドガー・バンクロフト                | 特命全権大使 | 1924年（大正13年）09月23日          | 1924年（大正13年）11月19日            | 1925年（大正14年）07月27日          |
| 10                                                                                 | チャールズ・マクヴィー                | 特命全権大使 | 1925年（大正14年）09月24日          | 1925年（大正14年）12月09日            | 1928年（昭和03年）12月06日          |
| 11                                                                                 | ウィリアム・キャッスル                | 特命全権大使 | 1929年（昭和04年）12月11日          | 1930年（昭和05年）01月24日            | 1930年（昭和05年）05月27日          |
| 12                                                                                 | W・キャメロン・フォーブス             | 特命全権大使 | 1930年（昭和05年）06月17日          | 1930年（昭和05年）09月25日            | 1932年（昭和07年）03月22日          |
| 13                                                                                 | ジョセフ・グルー                      | 特命全権大使 | 1932年（昭和07年）02月19日          | 1932年（昭和07年）06月14日            | 1941年（昭和16年）12月08日          |
| 1941年（昭和16年）12月08日：日米開戦・太平洋戦争（大東亜戦争）の開始により国交断絶 |                                       |              |                                     |                                       |                                     |
| 1952年（昭和27年）04月28日：サンフランシスコ講和条約の発効により国交回復           |                                       |              |                                     |                                       |                                     |
| 14                                                                                 | ロバート・マーフィー                  | 特命全権大使 | 1952年（昭和27年）04月18日          | 1952年（昭和27年）05月09日            | 1953年（昭和28年）04月28日          |
| 15                                                                                 | ジョン・アリソン                      | 特命全権大使 | 1953年（昭和28年）04月02日          | 1953年（昭和28年）05月28日            | 1957年（昭和32年）02月02日          |
| 16                                                                                 | ダグラス・マッカーサー 2世            | 特命全権大使 | 1956年（昭和31年）12月04日          | 1957年（昭和32年）02月25日            | 1961年（昭和36年）03月12日          |
| 17                                                                                 | エドウィン・ライシャワー              | 特命全権大使 | 1961年（昭和36年）03月29日          | 1961年（昭和36年）04月27日            | 1966年（昭和41年）08月19日          |
| 18                                                                                 | U・アレクシス・ジョンソン             | 特命全権大使 | 1966年（昭和41年）09月01日          | 1966年（昭和41年）11月08日            | 1969年（昭和44年）01月15日          |
| 19                                                                                 | アーミン・マイヤー                    | 特命全権大使 | 1969年（昭和44年）05月27日          | 1969年（昭和44年）07月03日            | 1972年（昭和47年）03月27日          |
| 20                                                                                 | ロバート・インガソル                  | 特命全権大使 | 1972年（昭和47年）02月29日          | 1972年（昭和47年）04月12日            | 1973年（昭和48年）11月08日          |
| 21                                                                                 | ジェイムズ・ホッジソン                | 特命全権大使 | 1974年（昭和49年）06月20日          | 1974年（昭和49年）07月19日            | 1977年（昭和52年）02月05日          |
| 22                                                                                 | マイケル・マンスフィールド            | 特命全権大使 | 1977年（昭和52年）04月22日          | 1977年（昭和52年）06月10日            | 1988年（昭和63年）12月22日          |
| 23                                                                                 | マイケル・アマコスト                  | 特命全権大使 | 1989年（平成元年）04月20日          | 1989年（平成元年）05月15日            | 1993年（平成05年）07月19日          |
| 24                                                                                 | ウォルター・モンデール                | 特命全権大使 | 1993年（平成05年）08月13日          | 1993年（平成05年）09月21日            | 1996年（平成08年）12月15日          |
| 25                                                                                 | トーマス・フォーリー                  | 特命全権大使 | 1997年（平成09年）10月31日          | 1997年（平成09年）11月19日            | 2001年（平成13年）04月01日          |
| 26                                                                                 | ハワード・ベーカー                    | 特命全権大使 | 2001年（平成13年）05月31日          | 2001年（平成13年）07月05日            | 2005年（平成17年）02月17日          |
| 27                                                                                 | ジョン・シーファー                    | 特命全権大使 | 2005年（平成17年）03月29日          | 2005年（平成17年）04月11日            | 2009年（平成21年）01月15日          |
| 28                                                                                 | ジョン・ルース                        | 特命全権大使 | 2009年（平成21年）08月16日          | 2009年（平成21年）08月20日            | 2013年（平成25年）08月12日          |
| 29                                                                                 | キャロライン・ケネディ                | 特命全権大使 | 2013年（平成25年）11月12日          | 2013年（平成25年）11月19日            | 2017年（平成29年）01月18日          |
| 30                                                                                 | ウィリアム・F・ハガティ               | 特命全権大使 | 2017年（平成29年）07月27日          | 2017年（平成29年）08月31日            | 2019年（令和元年）07月22日          |
| 31                                                                                 | ラーム・エマニュエル                  | 特命全権大使 | 2021年（令和03年）012月22日         | 2022年（令和04年）03月25日            | 2025年（令和7年）01月14日           |
| 32                                                                                 | ジョージ・エドワード・グラス          | 特命全権大使 | 2025年（令和07年）04月18日          | 2025年（令和07年）07月17日            |                                     |

## 歴代首席公使
首席公使は大使館で上から2番目の階級で、大使の補佐を行う。
大使が一時的に不在になる場合は、臨時代理大使となる。また、大使が離任し、臨時代理大使となった場合は、首席公使の職から離れることがある。
| 氏名                               | 階級                                  | 任命           |
| ---------------------------------- | ------------------------------------- | -------------- |
| アントン・ポートマン               | 書記官兼通訳(Secretary & Interpreter) | 1861年06月27日 |
| ジェームス・カーティス・ヘボン     | 通訳(Interpreter)                     | 1871年04月06日 |
| ダーハム・W・スティーブンス        | 公使館書記官(Secretary of Legation)   | 1873年08月06日 |
| グスタフ・ゴワード                 | 公使館書記官(Secretary of Legation)   | 1883年01月23日 |
| フレッド・S・マンスフィールド      | 公使館書記官(Secretary of Legation)   | 1885年11月12日 |
| エドウィン・ダン                   | 公使館書記官(Secretary of Legation)   | 1889年09月03日 |
| ジョセフ・R・ヘロド                | 公使館書記官(Secretary of Legation)   | 1895年03月08日 |
| ハンティントン・ウィルソン         | 公使館書記官(Secretary of Legation)   | 1900年10月10日 |
| ヘンリー・パーシヴァル・ドッジ     | 大使館書記官(Secretary of Embassy)    | 1906年08月08日 |
| ピーター・オーガスタス・ジェイ     | 大使館書記官(Secretary of Embassy)    | 1907年06月21日 |
| モンゴメリー・スカイラー           | 大使館書記官(Secretary of Embassy)    | 1908年12月21日 |
| アーサー・ベイリー・ブランチャード | 大使館書記官(Secretary of Embassy)    | 1912年02月01日 |
| ポスト・ホイーラー                 | 大使館書記官(Secretary of Embassy)    | 1914年06月03日 |
| ジョン・ファン・A・マクマリー      | 参事官 (Counselor)                    | 1917年11月10日 |
| ヒュー・ロバート・ウィルソン       | 参事官 (Counselor)                    | 1921年08月19日 |
| ジェファーソン・キャフェリー       | 参事官 (Counselor)                    | 1923年09月05日 |
| ノーマン・アーマー                 | 大使館参事官(Counselor of Embassy)    | 1925年06月25日 |
| エドウィン・ネビル                 | 大使館参事官(Counselor of Embassy)    | 1928年04月12日 |
| ユジーン・ドゥーマン               | 大使館参事官(Counselor of Embassy)    | 1937年01月05日 |
| ウィリアム・テイラー・ターナー     | 参事官(Counselor)                     | 1953年04月10日 |
| ジェイムズ・グラハム・パーソンズ   | 大使館参事官(Counselor of Embassy)    | 1953年07月18日 |
| アウターブリッジ・ホーシー         | 公使 (Minister-Counselor)             | 1956年04月22日 |
| ウィリアム・レオンハート           | 公使 (Minister-Counselor)             | 1958年12月28日 |
| ジョン・K・エマソン                | 首席公使 (Deputy chief of mission)    | 1962年07月22日 |
| デービッド・L・オズボーン          | 首席公使 (Deputy chief of mission)    | 1967年01月     |
| リチャード・リー・スナイダー       | 首席公使 (Deputy chief of mission)    | 1969年09月     |
| トーマス・シュースミス             | 首席公使 (Deputy chief of mission)    | 1972年07月     |
| ウィリアム・コートニー・シャーマン | 首席公使 (Deputy chief of mission)    | 1977年07月     |
| ウィリアム・クラーク               | 首席公使 (Deputy chief of mission)    | 1981年10月     |
| デュセイ・アンダーソン             | 首席公使 (Deputy chief of mission)    | 1985年06月     |
| ウィリアム・タリー・ブリアー       | 首席公使 (Deputy chief of mission)    | 1989年09月     |
| ラスト・マクファーソン・デミング   | 首席公使 (Deputy chief of mission)    | 1993年10月     |
| クリストファー・ラフルアー         | 首席公使 (Deputy chief of mission)    | 1998年11月     |
| リチャード・A・クリステンソン      | 首席公使 (Deputy chief of mission)    | 2001年07月     |
| マイケル・W・マハラック            | 首席公使 (Deputy chief of mission)    | 2004年04月     |
| ジョセフ・R・ドノバン              | 首席公使 (Deputy chief of mission)    | 2005年08月     |
| ジェームス・ズムワルト             | 首席公使 (Deputy chief of mission)    | 2008年07月     |
| カート・トン                       | 首席公使 (Deputy chief of mission)    | 2011年12月     |
| ジェイソン・ハイランド             | 首席公使 (Deputy chief of mission)    | 2014年07月     |
| ジョセフ・ヤング                   | 首席公使 (Deputy chief of mission)    | 2017年08月     |
| ニコラス・M・ヒル                  | 首席公使 (Deputy chief of mission)    | 2020年06月     |
| レイモンド・グリーン               | 首席公使 (Deputy chief of mission)    | 2021年07月     |
| キャサリン・E・モナハン            | 首席公使 (Deputy chief of mission)    | 2024年07月     |